# Гері Гіллеспі
Гері Гіллеспі (англ. Gary Gillespie, нар. 5 липня 1960, Стерлінг) — колишній шотландський футболіст, захисник.
Насамперед відомий виступами за «Ковентрі Сіті» та «Ліверпуль», а також національну збірну Шотландії.

## Клубна кар'єра
Народився 5 липня 1960 року в місті Стерлінг. Вихованець футбольної школи клубу «Фолкерк». Дорослу футбольну кар'єру розпочав 1977 року в основній команді того ж клубу, в якій провів один сезон, взявши участь у 22 матчах чемпіонату.
Протягом 1978—1983 років захищав кольори «Ковентрі Сіті».
Своєю грою за останню команду привернув увагу представників тренерського штабу «Ліверпуля», до складу якого приєднався 1983 року. Відіграв за мерсісайдців наступні вісім сезонів своєї ігрової кар'єри. За цей час тричі виборював титул чемпіона Англії, ставав володарем Суперкубка Англії з футболу (чотири рази), володарем Кубка чемпіонів УЄФА.
Протягом 1991—1994 років захищав кольори команди клубу «Селтік».
Завершив професійну ігрову кар'єру у клубі «Ковентрі Сіті», у складі якого вже виступав раніше. Вдруге Гері прийшов до команди 1994 року і захищав її кольори до припинення виступів на професійному рівні у 1997 році.

## Виступи за збірну
1987 року дебютував в офіційних матчах у складі національної збірної Шотландії. Протягом кар'єри у національній команді, яка тривала 4 роки, провів у формі головної команди країни 13 матчів.
У складі збірної був учасником чемпіонату світу 1990 року в Італії.

## Титули і досягнення
- Чемпіон Англії (3):

«Ліверпуль»: 1985–86, 1987–88, 1989–90
- Володар Суперкубка Англії з футболу (4):

«Ліверпуль»: 1986, 1988, 1989, 1990
- Володар Кубка англійської ліги (1):

«Ліверпуль»: 1983–84
- Володар Кубка чемпіонів УЄФА (1):

«Ліверпуль»: 1983-84